# Кнински партизански одред
Кнински народноослободилачки партизански (НОП) одред је био партизанска јединица у саставу Народноослободилачке војске и партизанских одреда Југославије током Другог светског рата у Југославији.

## Историјат
Формиран је у Коритима на планини Динари 7. јануара 1942. од бораца из Книнске крајине. Крајем месеца имао је око 50 бораца, углавном, комуниста и симпатизера комунистичке партије. изводио је мање акције и политички радио у селима Книнске крајине окупљајући народ око платформе НОП. Од 17. јуна 1942. у саставу је 1. далматинског ударног батаљона. Средином децембра, од бораца из книнског краја, формиран је Кнински партизански батаљон који је у децембру 1942. и јануару 1943. дејствовао против италијанских и четничких снага на правцима од Книна ка Босанском Грахову и Врлици. Крајем јануара 1943. Одред је ушао у састав 5. далматинске бригаде. У селу Плавном 13. августа 1943. формиран је нови Кнински НОП одред од бораца из Книнске крајине, Буковице и јужних делова Лике, организованих у три батаљона. У току септембра нападао је немачке колоне на путу Отрић—Книн и разоружавао италијанске посаде у источним деловима Буковице. Крајем септембра већи део бораца упућен је за формирање севернодалматинских бригада, па је Одред остао са два батаљона и око 500 бораца. Дејствовао је на комуникације Книн—Отрић, Книн—Ервеник и Отрић—Грачац. Одред је 4. октобра 1943. у близини Мокрог поља напао немачку пратњу која је водила заробљене италијанске војнике из Задра у Бихаћ, и ослободио 75 заробљеника. Почетком фебруара 1944. бранио је Ком (на Велебиту) и штитио десни бок 19. дивизије у повлачењу и пробоју ка Лици за време операције Емил (немачка 1. брдска дивизија). У непријатељском нападу на слободну територију Буковице, почетком марта, затварао је правце од Пађена и Радучића, куда је нападала главнина четничких снага, и одбацио их на полазне положаје. Одред је 24. априла водио борбе са немачким снагама у захвату Зрмање, 13. маја одбацио четнике код Мокрог поља, а 22. јула задржао немачке и четничке снаге у нападу из долине Зрмање ка Рујиштима. У међувремену, у јануару 1944, упућен је један батаљон у 6. бригаду 19. дивизије НОВЈ а почетком јуна један батаљон у Групу буковачких ударних батаљона. У састав Одреда ушао је 21. септембра Промински НОП одред као његов 3. батаљон. Јединице Одреда повремено су нападале четнике јужно од Книна: један његов батаљон је 9. априла 1944. упао у село Врбник и разбио четнике; 25. априла напао групу од око 200 четника у истом селу, одбацио их и онемогућио мобилизацију народа за четничке јединице, а 1. јуна је протерао четнике из села Љубача. Расформиран је наредбом Штаба 8. корпуса НОВЈ од 10. новембра 1944, а његово људство је упућено у јединице 19. дивизије. За све време свог постојања, Кнински НОП одред успешно је бранио слободну територију на Велебиту и у Буковици, затварајући правце од Книна и пута Книн—Отрич и Книн—Мокро поље—Ервеник, ка Рујиштима и Јаворнику, куда су пролазили транспорти материјала и опрема из севемодалматинског приморја ка Лици и Босанској крајини. Од формирања до расформирања, делови Одреда увек су остајали на свом подручју, па и онда када су бригаде 19. дивизије морале напустити тај терен. Од јула до краја октобра 1944. када се 19. дивизија ангажовала у ослобађању Равних котара, бранио је и слободну територију Буковице.